# ミッキー・ムーディ
ミッキー・ムーディ（Micky Moody、1950年8月30日 - ）は、イングランドのギタリスト。ホワイトスネイクでの活動が有名。

## 略歴
ミッキー・ムーディはイギリス北東部の労働者階級の家庭に生まれ、子供の頃に音楽の興味を持ちエレクトリック・ギターを手にする。学生時代にクラス・メートとザ・ロードランナーズというバンドを組み、父親の勧めで労働者階級のクラブでライブを行う。そのバンドにはポール・ロジャースや後にエルヴィス・コステロ&ジ・アトラクションズのメンバーとなるブルース・トーマスがいた。ザ・ロードランナーズはグループ名をザ・ワイルドフラワーズと変えてロンドンへ進出する。ザ・ワイルドフラワーズ解散後、故郷のミドルズブラにおいてトラムラインで活動を続けた後に、ブルース・ロック・バンドのジューシー・ルーシーに参加する。3枚のアルバムをリリース後、再びミドルズブラでドラマーにしてボーカリストのボビー・ハリソンとのグループ、スナッフを結成。3枚のアルバムをリリースする。
大きな成功は収めなかったが、実力を付けたムーディは1976年から元ディープ・パープルのボーカリスト、デイヴィッド・カヴァデールのソロ活動をサポート、後にカヴァデールと共にホワイトスネイクを結成。主要メンバーとなる。バンドには1984年まで在籍。脱退後はセッション・プレイヤーで活動する他に、ギタリストのバーニー・マースデンとのザ・ムーディ・マースデン・バンドや、マースデンとニール・マーレイとのカンパニー・オブ・スネイクス、およびM3などでライブ活動を行った。2000年代以降はブルース・ロックのソロ・アルバムをリリースしている。
また1970年代後半から1980年代にかけてステイタス・クォーの作詞家であったボブ・ヤングと組んでヤング&ムーディ名義でもアルバムをリリースした。
1987年には日本のアイドル・バンドであるチェッカーズの変名バンド「Cute Beat Club Band」のシングル「7つの海の地球儀」において編曲、演奏を担当している。

## ディスコグラフィ

### ソロ・アルバム
- I Eat Them for Breakfast (2000年)
- Smokestacks Broomdusters and Hoochie Coochie Men (2002年) ※with ポール・ウィリアムス
- 『ドント・ブレイム・ミー』 - Don't Blame Me (2006年)
- Acoustic Journeyman (2007年)
- Live and Rocking! – Live at the Hell Blues Festival 2000 (2008年) ※ミッキー・ムーディー & フレンズ名義
- Electric Journeyman (2009年)

### ヤング&ムーディ
- 『ヤング&ムーディー』 - Young and Moody (1977年) ※with ボブ・ヤング
- The Nearest Hits Album (1995年) ※コンピレーション
- Back for the Last Time Again (2010年) ※コンピレーション

### ザ・ムーディ・マースデン・バンド
- 『ネヴァー・ターン・アワ・バック・オン・ザ・ブルース』 - Never Turn Our Back on the Blues (1992年)
- live in Hell (1994年)
- The Time Is Right For Live (1994年)
- Real Faith (1994年)
- 『ザ・ナイト・ザ・ギターズ・カム・トゥ・プレイ』 - The Night the Guitars Came to Play (2000年)
- 『オゾン・フレンドリー』 - Ozone Friendly (2001年)

### ザ・スネイクス、カンパニー・オブ・スネイクス、M3
- 『ワンス・ビトゥン…』 - Once Bitten (1998年) ※ザ・スネイクス名義
- 『ライヴ・イン・ヨーロッパ』 - Live in Europe (1998年) ※ザ・スネイクス名義
- Here They Go Again (2001年) ※カンパニー・オブ・スネイクス名義
- 『バースト・ザ・バブル』 - Burst the Bubble (2002年) ※カンパニー・オブ・スネイクス名義
- 『クラシック・スネイク・ライブ』 - Classic Snake Live (2005年) ※M3名義
- 『ライヴ2004～ラフ・アン・レディ』 - Rough An' Ready (2005年) ※M3名義、DVD

### アリ・マーズ&ミッキー・ムーディ
- Black & Chrome (2016年)
- Who's directing your Movie? (2020年)

### トラムライン
- Somewhere Down The Line (1968年)
- Moves of Vegetable Centuries (1969年)

### ジューシー・ルーシー
- 『ライ・バック・アンド・エンジョイ・イット』 - Lie Back and Enjoy It (1970年)
- 『ゲット・ア・ウィフ・ア・ディス』 - Get a Whiff a This (1971年)
- Pieces (1972年)

### スナッフ
- 『スナッフ登場』 - Snafu (1973年)
- 『シチュエーション・ノーマル』 - Situation Normal (1974年)
- 『オール・ファンクド・アップ』 - All Funked Up (1975年)

### デイヴィッド・カヴァデール
- 『ホワイトスネイク』 - White Snake (1977年)
- 『嵐の叫び』 - Northwinds (1978年)

### ホワイトスネイク
- 『スネイクバイト』 - Snakebite (1978年)
- 『トラブル』 - Trouble (1978年)
- 『ライヴ・アット・ハマースミス』 - Live at Hammersmith (1980年)
- 『ラヴハンター』 - Lovehunter (1979年)
- 『フール・フォー・ユア・ラヴィング』 - Ready an' Willing (1980年)
- 『ライヴ…イン・ザ・ハート・オブ・ザ・シティ』 - Live...in the Heart of the City (1980年)
- 『カム・アンド・ゲット・イット』 - Come an' Get It (1981年)
- 『セインツ・アンド・シナーズ』 - Saints & Sinners (1982年)
- 『スライド・イット・イン』 - Slide It In (1984年)

### スネイクチャーマー
- 『スネイクチャーマー』 - Snakecharmer (2013年)

### The Bad Apples
- Played! (2014年)